# Хіран
Гіран (англ. Hiran, сом. Hiiraan) — одна з провінцій Сомалі.

## Географічне положення
Гіран межує з ефіопським регіоном Огаден на північному заході і з сомалійськими провінціями: Галгудуд на північному сході, Середня Шабелле (Шабелле-Дехе) на півдні, Нижня Шабелле (Шабелле-Хус) на південному заході, Бай і Баколь на заході.
На території провінції тече річка Уебі-Шабелле.

## Округи Гірано
Гіран адміністративно ділиться на три округи :
- Беледуейне
- Булобурде
- Джалалаксі